# Własny pokój
Własny pokój (ang. A Room of One’s Own) – esej Virginii Woolf wydany w 1929 roku. Opisuje sytuację kobiet w Anglii w latach 20. XX wieku.
Esej zyskał uznanie za jej życia i jest jednym z ważniejszych tekstów o tematyce feminizmu. Łączy w sobie tezy na temat roli kobiet i różnicy płci z tezami na temat historii literatury i poetyki.

## Okoliczności powstania utworu
Virginia Woolf pochodziła z zamożnej rodziny intelektualistów, która miała liczne kontakty z postaciami literackimi. Jako nastolatka doświadczyła wiktoriańskich ograniczeń dotyczących dziewcząt i kobiet, ale zanim napisała Własny pokój, była już znaną postacią kultury i odgrywała ważną rolę w grupie Bloomsbury. Tekst eseju oparty jest na dwóch wykładach, które Woolf wygłosiła w październiku 1928 roku w Girton College i Newnham College – dwóch instytucjach Uniwersytetu Cambridge. Uczelnie te, założone w 1869 i 1871, były jednymi z pierwszych w Anglii, które zostały utworzone wyłącznie w celu studiowania kobiet.
Wykłady nie mogły zostać odczytane w całości ze względu na ich długość. W kolejnych miesiącach Woolf rozwinęła je w dłuższy esej, który miał zostać opublikowany w formie książkowej. W marcu 1929 roku krótsza wersja pojawiła się w magazynie „The Forum” pod tytułem Women and Fiction. Pierwsze wydanie ukazało się 24 października 1929 roku nakładem londyńskiego wydawnictwa Hogarth Press, założonego przez Virginię i jej męża Leonarda Woolfa w 1917 roku. Dodatkowe 600 egzemplarzy zostało wydrukowanych i podpisanych przez Virginię Woolf. W tym samym czasie amerykańskie wydanie zostało opublikowane przez Harcourt Brace & Co w Nowym Jorku .
Pierwsze polskie tłumaczenie wydano w 1997 roku w przekładzie Agnieszki Graff.

## Treść
Woolf rozpoczyna swój esej stwierdzeniem, że kobiety potrafią i chcą pisać, jednak potrzebują do tego własnego pokoju i pieniędzy na utrzymanie się. W dalszej części bada ówczesne jej standardy i zwyczaje wskazując na dominację mężczyzn i nierówne szanse. Esej opisuje życie studentów Oxbridge i odmienne możliwości w zależności od płci i dostępnych środków. Na potrzeby utworu Woolf stworzyła fikcyjną postać narratorki, która kilkukrotnie zmienia swoje imię. Przykłady nierówności płci są opisywane przez przykładowe postacie np. Judith Shakespeare – fikcyjną siostrę Williama.

## Odbiór
Publicystka Sylwia Chutnik nawiązując do tytułu eseju napisała “Nie chodziło jej tylko o cztery ściany i sufit, ale również o niepodległość myśli – przestrzeń w głowie, która strzeżona będzie niczym barykada”. Piosenkarka Edyta Bartosiewicz przyrównała esej do swojego macierzyństwa. W jej ocenie “Ponosi się koszty: będąc z dzieckiem, myśli się o pracy, zaś w studiu nagrań czy na koncercie o tym, co dzieje się w domu. Dla niej jednak macierzyństwo to twórczość – taki sam kanał energii i mocy jak śpiewanie czy komponowanie.To płodność i kreatywność”.
Dla pisarki Joanny Bator „własny pokój” to jej wyjazd na stypendium do Japonii. W swojej relacji wyznała „W Tokio dostała czas na badania antropologiczne i własny pokój z widokiem na górę Fudżi. Pierwsze tygodnie były jak sen. Była tak daleko od wszystkiego, co znajome – konkretnie i w przenośni – że czuła się, jakby wylądowała na innej planecie”.
Aktorka Magdalena Cielecka przywołała nierówności płci w branży artystycznej pisząc „W naszej kulturze zbyt często mówi się o tym, że kobieta „robi karierę” zamiast „pracuje”. W zawodach artystycznych jest to szczególnie widoczne, kiedy ktoś dopomina się o należne mu pieniądze”. Filozofka Katarzyna Kasia podkreśliła problem z prawami kobiet w XXI wieku „Tak się wyemancypujesz, że już wszystko możesz, a potem musisz oprócz tego, co osiągnęłaś robić to, co zwykle robią kulturowo kobiety. Pracujesz zawodowo i na rzecz domu. (...) Bierzesz na siebie wszystko, no bo przecież dasz radę. A potem jedziesz nosem po podłodze”. Rzeźbiarka Katarzyna Kozyra zauważyła, że każdy artysta potrzebuje chwili oddechu dla samego siebie, jej zdaniem „Czasem więc lepszym własnym pokojem dla artystki jest pokój hotelowy albo rezydencja artystyczna, gdzie wszystko masz zapewnione i możesz się zająć tylko sztuką”.
Według artystki Małgorzaty Markiewicz esej traktuje o domu i jego roli w życiu kobiety. „Kiedy myślę o tym, co Virginia Woolf napisała o własnym pokoju, łączy się to dla mnie nierozerwalnie z pojęciem własnego domu. Uważam, że dom może cię wzmacniać, ale może też przygniatać. Kobieta z eseju Woolf pisze na skrawku papieru w salonie pełnym ludzi, kradnie czas przy gotowaniu, podczas codziennej krzątaniny. Nie może zamknąć za sobą drzwi. Dom pozostaje dla kobiet ambiwalentną przestrzenią, nawet po ponad stu latach od powstania tego tekstu” Malarka Aleksandra Waliszewska przyrównała motyw eseju do podejścia do pracy w branży artystycznej – „Myślę, że wiele osób spędza zbyt dużo czasu na przygotowaniu miejsca pracy, a gdy przychodzi co do czego, okazuje się, że nie do końca wiedzą, do czego zmierzają. (...) Własny pokój dla swojej profesji to dobre rozwiązanie, ale to sama praca powinna być w centrum”.
Dla podróżniczki Martyny Wojciechowskiej „własny pokój” to dom, do którego wraca po wyprawie; jest to miejsce, gdzie może odpocząć i być sobą. W jej opinii posiadanie własnego miejsca w XXI wieku u kobiet jest trudne z powodu zmian obyczajowych i nabywania cech męskich. „Wchodząc w nurt agresywny, roszczeniowy i pełen – pewnie i słusznej – frustracji, wchodzimy na pole, które sprawia, że budujemy mur. Ale rozumiany nie jako ściany własnego pokoju, ale mur pomiędzy ludźmi”. Psycholożka Ewa Woydyłło-Osiatyńska nawiązała do motywu patriarchatu pisząc „Wyjść na ulicę można dopiero wtedy, kiedy się w siebie wierzy. Wtedy można zmieniać świat. Ale to jest kolejny etap. Ten pierwszy to zbudowanie siebie. Uwierzenie, że to, jak się czuję, nie jest złe, że nie jestem głupia i gorsza. Trzeba najpierw zmagać się ze sobą, żeby móc się wziąć za bary ze światem”.
Eseistka Aleksandra Zbroja uznała, że problemy kobiet w branży literackiej wspomniane przez Woolf ciągle są aktualne, podając za przykład małą ilość autorek omawianych na lekcjach polskiego. Jednocześnie negatywnie oceniła brak zarysowania roli grupy znajomych w eseju Woolf. Jej zdaniem „Można podzielić się doświadczeniami, wypłakać, wesprzeć w negocjacjach stawki czy dobrej umowy, kolektywnie walczyć z seksizmem, naładować baterie, swobodnie pogadać o literaturze”.